# XPointer
XML Pointer Language (XPointer) — расширяемая спецификация, определяющая способы адресации структурных элементов и фрагментов документов в формате XML. 
Спецификация XPointer включает несколько частей: описание базовых правил или каркаса (framework), служащего основой для различных схем адресации фрагментов XML-документов, и, собственно, описания этих схем. В настоящее время существуют три таких схемы: element(), xmlns() и xpointer(), предназначенные для поиска элементов по их расположению, на основе пространства имён и при помощи языка XPath, соответственно. 
Схема xpointer(), которая основана на XML Path Language (XPath) обеспечивает гибкую адресацию внутренних структур XML документов. Она поддерживает просмотр-обход дерева документа и выбор его внутренних частей основанный на различных свойствах, таких, как типы элементов, значения атрибутов, характер контента и уровень родства.
Технологии, составляющие XPointer подпадают под действие патентов, принадлежащих Sun Microsystems.